# VV Vrederust
VV Vrederust is een Nederlandse amateurvoetbalclub uit Halsteren in Noord-Brabant, opgericht in 1933. Het eerste elftal van de club speelt in de Derde klasse zaterdag (2023/24).
De club speelt op Sportpark Vrederust gelegen in het natuurgebied Buitenlust ten oosten van Halsteren en ten noorden van Bergen op Zoom.

## Historie
VV Vrederust dankt zijn naam aan de psychiatrische inrichting Vrederust waar de club werd opgericht voor personeelsleden en patiënten. Andere belangstellenden moesten toestemming van de directie krijgen om lid te worden. Aanvankelijk heette de club Sport Staalt Spieren (SSS), maar na lidmaatschap van de KNVB moest deze naam worden veranderd omdat er al een vereniging bestond met deze naam.
Vrederust is sinds de oprichting een vereniging die uitsluitend op zaterdag speelt. De club speelde in de beginjaren vooral vriendschappelijke duels. Later werd er contact gezocht met de clubs op het eiland Tholen en werd er besloten om in competitieverband te gaan spelen. Deze 'Tholense' competitie is in de periode vóór 1940 minsten twee keer gespeeld.
In het seizoen 1937-1938 is er een competitie gespeeld met uitsluitend clubs uit Bergen op Zoom en één uit Roosendaal. Voor het eerst werd toen door Vrederust met twee elftallen deelgenomen. Het tweede team werd aangevuld met patiënten. Steeds meer voetballers van buitenaf werden lid zodat er zelfs een derde elftal samengesteld kon worden. De vereniging kreeg een tweede veld bij het “Hertenkamp”. Dit veld werd in 1939 het hoofdveld en wordt nu nog gebruikt als trainingsveld. De oorlogsjaren is de vereniging doorgekomen door het spelen van wederom een 'Tholense' competitie.
Na de oorlog werden in de regio meerdere zaterdagverenigingen opgericht wat de mogelijkheid voor een volwaardige competitie vergrootte. Doordat in 1947 het kampioenschap werd behaald, mocht de vereniging strijden om het kampioenschap van Noord-Brabant. In 1958 werd de vereniging wederom kampioen en promoveerde naar de vierde klasse van de KNVB. Hierna volgde na één seizoen degradatie.
Sinds het begin van de 21e eeuw wordt er onafgebroken gespeeld in de 4e klasse. In de vroege jaren twintig is Vrederust uitgegroeid tot een vereniging die meedoet om periodetitels en daarnaast altijd een geduchte tegenstander is in de competitie. Topscorer aller tijden is Yannick Broeren met 71 doelpunten voor de groen-witten.

## Competitieresultaten 1947–2023
| 1 |

|  |

| 1 |

| 11 4A |

| ? |

|  |

|  |

|  |

| 11 |

|  |

| 8 |

|  |

|  |

|  |

|  |

| 9 4A |

|  |

| 13 4B |

|  |

| 10 4B |

| 6 4B |

| 6 4B |

| 8 4B |

| 7 4B |

| 12 4B |

| 12 4B |

| 11 4B |

| 11 4C |

| 10 4B |

| 13 4B |

| 10 4B |

| 9 4B |

| 10 4B |

| 13 4B |

| 7 4B |

| 11 4C |

| 5 4B |

| 2 4B |

| -- 4C |

| -- 4B |

| 5 4C |

| 1 4C |

| Vierde klasse | Eerste klasse BVB |

In elke staaf van de grafiek staat van boven naar beneden vermeld: 
- Eindnotering

Dit is de positie die de club heeft bereikt in de competitie, zonder eventuele beslissings-, play-off- of nacompetitiewedstrijden die nodig zijn geweest om bijvoorbeeld de kampioen van de competitie te bepalen.
Indien een * achter het getal staat is de notering een tussenstand en kan het zijn dat de notering niet overeenkomt met de uiteindelijke eindstand van de competitie.
Staat er een - dan is het seizoen nog bezig en is er geen definitieve uitslag bekend.
Staat er xx op de positie van de notering, dan heeft de club vroegtijdig de competitie verlaten. Dit kan onder andere komen door terugtrekking van het team, faillissement van de club of door een uitgedeelde straf van de KNVB. In veel gevallen staat elders in het artikel de reden vermeld.
Staat er een ? dan is het resultaat uit het verleden onbekend, en is alleen de competitie of het niveau bekend van dat seizoen.
In de seizoenen 2019/20 en 2020/21 werd wegens de coronacrisis het amateurvoetbal afgebroken. Daardoor kennen deze staven geen eindklassering (middels -- weergegeven).
- Competitieniveau en afdelingsletter of Officiële eindstand Eredivisie
  - Competitieniveau en afdelingsletter

Hierbij geeft het getal het niveau weer, dat ook terug te vinden is in de legenda. De letter is de afdelingsaanduiding en wordt gebruikt wanneer er meer afdelingen zijn op hetzelfde niveau. De afdelingsletter is altijd een hoofdletter en wordt meestal zonder nummer gebruikt.
Voorbeeld: 2F is niveau 2e klasse competitie F.
Het competitieniveau en nummer wordt niet vermeld wanneer er slechts één competitie van dit niveau was.
  - Officiële eindstand Eredivisie (getal staat tussen haakjes vermeld)

Sinds de introductie van play-offwedstrijden voor Europees voetbal na afloop van de reguliere competitie in 2005/06, is de KNVB verplicht een eindstand van de Eredivisie door te geven aan de UEFA aan de hand van deze play-offwedstrijden.
Bij deze eindstand staan clubs die zich hebben gekwalificeerd voor Europees voetbal hoger dan clubs die zich niet wisten te kwalificeren. Indien er geen verschil was tussen de eindnotering en de officiële eindstand, staat dit getal niet vermeld.

- Onderafdeling

Hier staat afgekort de naam van de onderafdeling indien de club in dat jaar in een onderafdeling uitkwam. Tevens staat deze afkorting in de legenda en wordt gelinkt naar het artikel over deze onderafdeling. Deze afkorting wordt alleen vermeld wanneer de club in het verleden in verschillende onderafdelingen heeft gespeeld. Deze vermelding is in de staaf altijd in kleine letters. Deze onderafdelingen zijn na het seizoen 1995/96 afgeschaft. Heeft de club in slechts één onderafdeling gespeeld, dan is dit alleen terug te vinden in de legenda.
Onder de staaf staat het jaartal vermeld waarin het seizoen is afgesloten. 15 verwijst naar het seizoen 2014/15 of eventueel het seizoen 1914/15.
Wanneer een staaf leeg is, zijn deze gegevens niet bekend. Het kan ook zijn dat de club dat seizoen niet heeft meegespeeld op het hogere amateurniveau, vroegtijdig de competitie heeft verlaten of uit de competitie is gezet.

In het seizoen 1944/45 was er wegens de Tweede Wereldoorlog geen regulier competitievoetbal.